# Ебергард Герф
Ебергард Герф (нім. Eberhard Herf; 20 березня 1887, Крефельд, Німецька імперія — 30 січня 1946, Мінськ, БРСР) — німецький офіцер, бригадефюрер СС і генерал-майор поліції (30 січня 1942). Під час Другої світової війни — один з керівників з'єднань по боротьбі з партизанами.
Двоюрідний брат Максиміліана фон Герффа.

## Біографія
Учасник Першої світової війни. Після демобілізації вступив на службу в поліцію. Член НСДАП (квиток № 1 322 780) і СС (посвідчення № 411 970). У грудні 1941 року направлений на окуповані території СРСР і призначений командувачем поліції порядку в Білорусі (зі штаб-квартирою в Мінську). Керував формуванням допоміжних поліцейських частин з білоруських націоналістів. З 28 лютого 1942 по 22 серпня 1943 року — командувач поліцією порядку в Харкові. Одночасно з 23 червня по 1 серпня 1943 і з 1 лютого по 1 квітня 1944 року займав пост начальника штабу з'єднань по боротьбі з партизанами (на чолі яких стояв Еріх фон дем Бах). З 2 серпня 1943 по 1 лютого 1944 року — знову командувач поліцією порядку в Мінську. Частини під командуванням Герфа вели важкі бої проти партизанських формувань на території Білорусі й України. У 1944 році відкликаний до Німеччини. Після закінчення війни заарештований. Військовим трибуналом в Мінську засуджений до смертної кари. Повішений.

## Нагороди
- Орден Корони (Пруссія) 4-го класу (1913)
- Залізний хрест 2-го і 1-го класу
- Хрест «За військові заслуги» (Австро-Угорщина) 3-го класу з військовою відзнакою
- Почесний кут старих бійців з мечами
- Німецький кінний знак
- Медаль «За вислугу років у поліції» 3-го, 2-го і 1-го класу (25 років)
- Медаль «За вислугу років у НСДАП» в бронзі (10 років)
- Медаль «У пам'ять 1 жовтня 1938»
- Кільце «Мертва голова»
- Йольський свічник
- Почесний кут старих бійців (30 січня 1942)
- Медаль «За зимову кампанію на Сході 1941/42»
- Хрест Воєнних заслуг 2-го і 1-го класу з мечами